# عمر نسفی
نجم‌الدین ابوحفص عمر بن محمد بن احمد نسفی معروف به مفتی الثقلین در ۱۰۶۷–۱۰۶۸ میلادی در نخشب زاده شد. در ۱۱۴۲–۱۱۴۳، درگذشت. از بزرگ‌ترین فقیهان حنفی روزگار خودش بود.
یکی از معروف‌ترین کتاب‌هایش «العقیدة النسفیه» به عربی است، که علامه سعدالدین هروی تفتازانی، عالم نامدار سده هشتم، آن را در کتاب ش، شرح العقاید النسفیه، شرح داده است. از جملهٔ آثار پارسی ابوحفص نسفی «تفسیر نسفی» است، که به نثر مسجع و موزون نوشته شده‌است. این کتاب چهار بار در ایران به چاپ رسیده‌است.
کتابی در اصول عقاید به‌صورت پرسش و پاسخ نوشت، که از رایج‌ترین آثار در نوع خود بود و تا پیش از جنگ اول جهانی، در مدارس عمومی ترکیه درس داده می‌شد.
او را نباید با عبداللّه بن احمد، که او هم از فقیهان حنفی بود (نیمهٴ دوم سدهٴ سیزدهم)، اشتباه گرفت.